# Душан Чалић
Душан Чалић — Цуле (Смртић, код Нове Градишке, 18. август 1918 — Загреб, 17. април 1993), учесник Народноослободилачке борбе, правник, амбасадор и друштвено-политички радник СФРЈ и СР Хрватске и народни херој Југославије.

## Биографија
Рођен је 18. августа 1918. године у селу Смртић, код Нове Градишке, у сиромашној породици. Основну школу похађао је у селу Бујавици, а завршио у Бенковцу, код Окучана. Гимназију је похађао у Осијеку и Загребу, где је 1933. године постао члан Савеза комунистичке омладине Југославије (СКОЈ) и један од организатора скојевске организације. По завршетку гимназије у Загребу, од 1938. године студирао је на Правном факултету у Београду. Тамо је постао кандидат за члана Комунистичке партије Југославије (КПЈ). Године 1939, студије је наставио у Загребу. Тамо је учествовао у свим акцијама партијске организације на Универзитету и градске партијске организације.
Године 1939, постао је члан КПЈ, а 1940. члан Месног комитета КПХ за град Загреб и секретар Универзитетске организације КПХ. Учествовао је и руководио великим студентским демонстрацијама 1. маја 1940, а затим поводом прославе годишњице Октобарске револуције. Помагао је Божидару Аџији и Отокару Кершованију у штампању и растурању „Наших новина“ и друге штампе. У међуратном раздобљу био је три пута хапшен.

### Народноослободилачки рат
Априла 1941. године, Централни комитет КПХ послао је Чалића у Славонију да помогне рад и проведе реорганизацију партијског рада. Радио је на формирању новог руководства, а реорганизовао је и партијске комитете у Новој Градишки, Пакрацу, Новској, а касније и у Дарувару. Организовао је и проводио прве саботаже и диверзије на терену Окружног комитета КПХ Нова Градишка, а нарочито на прузи Загреб–Београд. Заједно са Павлом Грегорићем организовао је бекство комуниста из затвора у Новској. Од њих и од постојеће партизанске групе формиран је, октобра 1941, партизански одред „Матија Губец“.
Током друге половине 1942. године, Чалић је помагао развитак Народноослободилачког покрета (НОП) и одреда на Мославачкој гори, обилазио партијске организације и формирао партијске комитете у Кутини, Дугом Селу, Чазми и Гарешници. Као инструктор ЦК КПХ помагао је и дејствовање Калничког одреда. Заједно са Петром Драпшином и другима током 1943. формирао је иностране војне јединице, чехословачку бригаду „Јан Жишка“, мађарски батаљон „Шандор Петефи“ и немачку чету „Ернст Телман“.
У децембру 1942. године, Чалић је изабран за секретара Обласног комитета КПХ за Славонију, који је тада први пут формиран. Све до одласка из Славоније 7. јануара 1945, Чалић је био потпредседник Обласног НОО-а за Славонију и секретар Јединственог народноослободилачког фронта за Славонију. Биран је и за члана Земаљског антифашистичког вијећа народног ослобођења Хрватске (ЗАВНОХ), а на Трећем заседању истог органа постао је један од његових секретара. Такође је биран за члана Другог заседања Антифашистичког већа народног ослобођења Југославије (АВНОЈ).

### Послератни период
После рата, Душан Чалић вршио је многе високе функције у друштвеном и политичком животу. Докторирао је право у Загребу 1946. године, а онда годину дана проводи на Економском институту у Москви. Током 1959. године био је на студијском усавршавању у Сједињеним Америчким Државама, након чега је 1960. године у Загребу објавио књигу Организација научног рада у САД, у којој предлаже да се у југословенску научно-истраживачку праксу имплементирају америчка искуства и модалитети.
У првој Влади НР Хрватске изабран је за министра трговине. Године 1949. изабран је у Централни комитет КПХ, чији је члан био све до 1968. године. Био је потпредседник Савезне планске комисије, а касније и председник Одбора за народну привреду Републичког већа Сабора НР Хрватске. Након формирања Савезног извршног већа (СИВ), обављао је дужност Савезног секретара за послове индустрије и привреде ФНРЈ, 1953. године.
Био је амбасадор СФР Југославије у НР Мађарској од 1963. до 1967. Од 1967. године био је члан Савета федерације.
Умро је 17. априла 1993. године у Загребу и сахрањен на гробљу Мирогој.

## Научни рад и одликовања
Душан Чалић публиковао је више значајних научних радова из области економских наука, у различитим публикацијама, часописима и студијама, за које је два пута добио награду Хрватске „Божидар Аџија“, 1960. и 1968. године, а исто тако и Награду АВНОЈ-а 1973. и Републичку награду за животно дело, 1988. године. Најпознатија дела су му:
- Облици експанзије америчког капитала, Загреб, 1949;
- Планирање привреде ФНР Југославије, Загреб, 1950;
- Закони капиталистичке друштвене репродукције и теорија криза, Загреб, 1956;
- Изградња индустрије у ФНРЈ, Загреб, 1957;
- Економска увјетованост борбе колонијалних народа и неразвијених народа за своју самосталност и друштвени прогрес, Загреб, 1958;
- Изградња тешке индустрије и њена улога у привредном развитку ФНРЈ у раздобљу од 1946. до 1957, Загреб, 1959;
- Аутоматизација у техничком напретку и привредном развоју Југославије, Загреб, 1962;
- Неки проблеми привреде ФНРЈ, Загреб, 1962;
- Свјетска економика и свјетски мир, Загреб, 1962;
- Неки аспекти интеграције и аутоматизације, Београд, 1963;
- Државни капитализам у оквиру савременог привредног кретања у свијету, Загреб, 1964;
- Убрзани економски развој земаља у развоју, Загреб, 1964;
- Продуктивност рада и привредни развој СФРЈ, Загреб, 1966;
- Оснивање, развој и задаци СЕВ-а, Загреб, 1969;
- Наука и образовни процес, Београд, 1971;
- Политичка економија социјализма (коаутор), Загреб, 1971;
- Економски аспекти развоја сувременог социјалистичког друштва, Загреб, 1972;
- Међународни економски односи (коаутор), Загреб, 1973;
- Марксизам и самоуправљање, Загреб, 1974;
- Актуални проблеми развоја самоуправног друштва СФРЈ, Загреб, 1975;
- Борба за нови међународни поредак у сувременим увјетима, Загреб, 1978;
- Прилог социологији југославенског друштва, Загреб, 1978;
- Изградња социјализма и однос економике и политике, Загреб, 1981;
- Марксово учење и проблеми нашег времена, Загреб, 1983;
- Структура свјетске привреде и нови међународни економски поредак, Загреб, 1983;
- Системски приступ привредном развоју самоуправног социјализма, Загреб, 1988.[1][2]

Био је од 1953. године најпре ванредни, потом од 1958. редовни професор Економског факултета у Загребу, где је предавао политичку економију и међународне економске односе; од 1970. године и социологију, од 1961. дописни, а од 1965. редовни члан Југословенске академије знаности и уметности (ЈАЗУ), дописни члан Српске академије наука и уметности (САНУ) и остало.
Носилац је Партизанске споменице 1941. и више југословенских одликовања, међу којима су — Орден народног ослобођења, Орден заслуга за народ са златном звездом и Орден за храброст. Орденом народног хероја одликован је 23. јула 1952. године. Имао је чин пуковника ЈНА у резерви.